# Тибор Домби
Тибор Домби (мађ. Dombi Tibor; Пишпекладањ, 11. новембар 1973) бивши је мађарски професионални фудбалер који је играо на позицији десног везног. Већи део своје каријере провео је у Дебрецени ВШК, где је сакупио преко 400 лигашких наступа у два периода раздвојена периодима у Ајнтрахту из Франкфурта у Бундеслиги и у Утрехту у Ередивизији.

## Каријера

### Клуб
Рођен у Пишпекладању, Домби је прошао кроз омладински састав Дебреценског ВСК, а сениорском тиму се придружио 1992. године. У Дебрецину је остао до 1999. године, прослављајући први успех Дебрецена у домаћем купу непосредно пре него што је отишао у Ајнтрахт из Франкфурта. Домби је започео своју каријеру у Немачкој добро играјући у већини мечева у првој половини сезоне. Међутим, због језичких проблема и сукоба са менаџером клуба, Феликсом Магатом, напустио је на крају сезоне.
Придружио се ФК Утрехту, тиму за који је играо две сезоне пре него што се вратио у Мађарску. Након што се вратио у Дебрецин, почела је клупска „Златна ера” током које је тим три пута заредом освојио Лигу Мађарске. (Пре 2005. Дебрецин није успео да освоји лигу.) Године 2009. био је члан тима који је освојио четврту домаћу титулу Дебрецина.

### Репрезентација
Домби је дебитовао у репрезентацији Мађарске 1. јуна 1994. у Ајндховену против Холандије. Током своје каријере одиграо је 35 утакмица (1994–2001) и постигао један гол (1998, Мађарска против Словеније 2–1).).
Током сезоне 1995–96, Домби је био члан фудбалске репрезентације Мађарске, која је изборила квалификације за Летње олимпијске игре 1996. у Атланти. Мађарска је изгубила сва три меча у групи на Олимпијским играма, а противници су им били будући освајачи медаља Нигерија и Бразил.
За репрезентацију Мађарске је дебитовао 1994. године, а имао је 35 утакмица и један гол до 2001. године, када се повукао из међународног фудбала. Био је учесник Летњих олимпијских игара 1996. у Атланти, где Мађарска није успела да напредује из групне фазе.

## Достигнућа

### Клуб
Дебрецин
- НБ I шампион:
  - шампион: 2004/05, 2005/06, 2006/07, 2004/09, 2009/10, 2011/12, 2013/14

- Куп Мађарске: 
  - победник: 1998/99, 2007/08, 2009/10, 2011/12, 2012/13,
- Суперкуп Мађарске: 
  - победник:2005, 2006, 2007, 2009, 2010
  - финалиста:2008,
- Лига куп Мађарске у фудбалу: 
  - победник: 2010.

Утрехт
- КНВБ куп финалиста: 2002

### Репрезентација
| Екипа    | Година | Пријатељске | Пријатељске | Међународно такмичење | Међународно такмичење | Укупно | Укупно |
| Екипа    | Година | Ута         | Голова      | Ута                   | Голова                | Ута    | Голова |
| -------- | ------ | ----------- | ----------- | --------------------- | --------------------- | ------ | ------ |
| Мађарска | 1994.  | 2           | 0           | 0                     | 0                     | 2      | 0      |
| Мађарска | 1996.  | 3           | 0           | 1                     | 0                     | 4      | 0      |
| Мађарска | 1997.  | 4           | 0           | 6                     | 0                     | 10     | 0      |
| Мађарска | 1998.  | 1           | 1           | 2                     | 0                     | 3      | 1      |
| Мађарска | 1999.  | 3           | 0           | 4                     | 0                     | 7      | 0      |
| Мађарска | 2000.  | 1           | 0           | 2                     | 0                     | 3      | 0      |
| Мађарска | 2001.  | 3           | 0           | 3                     | 0                     | 6      | 0      |
| Укупно   | Укупно | 17          | 1           | 18                    | 0                     | 35     | 1      |